# ریشه‌شناسی فعل‌های فارسی
ریشه‌شناسی دانش شناخت، بازیابی و فراکاوی پیرامون ریشه واژه‌ها برپایه زبان‌های هم‌پیوند و زبان‌های دیگر می‌باشد. بررسی دگرگونی واژگان در طول زمان، دگرِش در حین گذار از زبانی به زبان دیگر و تغییر معنایی در این دانش انجام می‌شود.
این جستار به ریشه‌شناسی کارواژه‌های زبان پارسی بر پایه زبان پارسی میانه، پارسی باستان و اوستایی می‌پردازد.

## ریشه‌شناسی فعل
در زیر ریشه‌شناسی فعل‌های فارسی، برپایه مرجع‌های انجام گرفته شده‌است.
| فعل                    | هم‌ارز در زبان پارسی میانه           | ریشه | معنی                                         | هم‌ریشگی                                                                         |
| ---------------------- | ----------------------------------- | --- | -------------------------------------------- | ------------------------------------------------------------------------------- |
| آسْتودن/آستاو           | آستودن                              | از پیشوند *آ و ستاک *ستاو ساخته شده‌است. ستاک *ستاو بالانده ریشه staw* است. این کارواژه در واژه نامه های فارسی یاد نشده است.                                                                                            | تایید کردن، تصویب کردن                       | ستودن، بستودن، ویستودن، خستودن                                                  |
| آشُفتن/آشوبیدن          | آشوفتن                              | از پیشوند *آ و ستاک *شوب ساخته شده‌است. | مختل شدن؛ خشم گرفتن؛ پریشان شدن              | برآشفتن، گشفتن، شیفتن                                                           |
| آلُفتن/آلوب             | ؟                                   | از پیشوند *آ و ستاک *لوب ساخته شده‌است. | شیفته شدن؛ آشفته شدن؛ پریشیدن                | آلُفت                                                                            |
| اِشنوسیدن               | شنوشگ (عطسه)                        | از ستاک *شنوش ساخته شده‌است. | عطسه کردن                                    | اشنوسه، شنوشه                                                                   |
| افراختن/افراشتن        | اَبراستن                             | از پیشوند *اَف و ستاک *راز/*رای ساخته شده‌است. | بلند کردن                                    | آراستن، رایاندن (ساماندهی و مدیریت کردن)، پیراستن، مهراز (معمار)، ویراستن، راست |
| افروختن/افروزیدن       | اَفرۉختن                             | از پیشوند *اَف و ستاک *روچ/*روز/*روژ ساخته شده‌است. | روشن کردن، شعله کردن                         | فروغ، فَروختن، روز، روشن، روژیدن                                                 |
| افزودن/افزاییدن        | اَفزۉتن/اَبزۉتن                       | از پیشوند *اَف و ستاک *زای ساخته شده‌است. ستاک *جاو بالانده ستاک ĵaw* می‌باشد. | فزونی یافتن                                  | افزون، فزونی، فُزودن، گزاییدن                                                    |
| افسردن                 | اَفسَردن                              | از پیشوند *اَپ و ستاک *سرد ساخته شده‌است. | سرد شدن (از اطراف)، یخ بستن                  | فِسردن، سرد                                                                      |
| اَفشاندن/اَوشاندن        | اَفشانتن                             | از پیشوند *اَپ و ستاک *شان ساخته شده‌است. | پخش کردن (به اطراف)، پراکندن                 | شانیدن (شانه کردن)، شانه، افشانه                                                |
| اَفشردن                 | اَپشارتن/اَفشارتن                     | از پیشوند *اَف و ستاک *فشر ساخته شده‌است. | فشاردادن (از بالای چیزی)                     | فشار، فشردن، افشره                                                              |
| افگاردن                | ؟                                   | از پیشوند *اَف و ستاک *کارد/*کارت ساخته شده‌است. | زخمی کردن                                    | کارد، فِگاردن، فَرگَرد                                                             |
| افگندن                 | اَبگندن                              | از پیشوند *اَف و ستاک *کَن ساخته شده‌است. | از بالا انداختن یا نهادن                     | فِگاندن، پراگندن، فرکندن                                                         |
| اَلفنجیدن/اَلفختن/اَلفغدن | ؟                                   | از ستاک *فنج ساخته شده‌است. | بدست آوردن؛ جمع کردن                         |                                                                                 |
| انباشتن/انباردن        | هَمباردن / هنباردن                   | از پیشوند *هم و ستاک *بار/*پار ساخته شده‌است. ستاک *بار/*پار بالانده ستاک par* می‌باشد. | گردآوری کردن (چیزی)                          | انباره، سِپری، پُر، سِپریدن، پاره، پیشپاره                                         |
| انگاشتن                | هَنگاردن                             | از پیشوند *هم و ستاک *کار/*گار ساخته شده‌است. ستاک *کار/*گار بالانده ریشه kar* است. | خیال کردن، تصور کردن                         | نگاشتن، پنگاشتن، سگالیدن                                                        |
| آوازیدن                | آوازیدن                             | از پیشوند *آ و ستاک *واز/*واژ/*واک ساخته شده‌است. ستاک *واز/*واژ/*واک بالانده ریشه wak* است. | آواز دادن                                    | نوازیدن، گواژیدن، پیوازیدن، پژواک                                               |
|                        |                                     | |                                              |                                                                                 |
| بَدِستیدن/پدستیدن        | پَدیستادن                            | از پیشوند *پی/*پد/*پاد و ستاک *ستای ساخته شده‌است. درمجموع به معنی تهدید کردن، بیم دادن است. | تهدید کردن، بیم دادن                         | بدست، ستودن، بستودن، ویستودن                                                    |
| بَستودن/بستاو           | ؟                                   | از پیشوند *ابی/*اپی و ستاک *ستاو ساخته شده‌است. ستاک *ستاو بالانده ریشه staw* است. | انکار کردن، نفی کردن                         | بستاوه، ویستودن، ستودن، خستودن                                                  |
| بیشازیدن               | بؽشازؽنیدن                          | از ستاک *بیشاز ساخته شده‌است. | درمان کردن                                   | پزشک                                                                            |
|                        |                                     | |                                              |                                                                                 |
| پایستن                 | پَتاییستن                            | از ستاک *پاد ساخته شده‌است. | دیر پاییدن                                   | پاینده، پایستار                                                                 |
| پاییدن                 | پاییتن                              | از ستاک *پاه/*پاس ساخته شده‌است. | پاسبانی کردن، مراقبت کردن                    | پاسیدن                                                                          |
| پدرامیدن               | ؟                                   | از پیشوند *پی/*پد/*پاد و ستاک *رام ساخته شده‌است. | نیکو شدن، خرم شدن                            | آرامیدن، رامش                                                                   |
| پراگندن                | پَراگندن                             | از پیشوند *پرا و ستاک *کن ساخته شده‌است. | پخش کردن (به بیرون، به جلو)                  | کندن، افگندن                                                                    |
| پرتافتن/پرتابیدن       | ؟                                   | از پیشوند *پیرا و ستاک *تاب/*تاپ ساخته شده‌است. | به پیرامون انداختن، پرتاب کردن               | تافتن، پرتاب                                                                    |
| پروازیدن               | پَروازیدن                            | از پیشوند *پیرا و ستاک *وَز ساخته شده‌است. | به پیرامون پریدن                             | پیشوازیدن، پسوازیدن                                                             |
| پروَستن / پروَندیدن      | پروَستن                              | از پیشوند *پیرا و ستاک *بند ساخته شده‌است. | دوره کردن، محاصره کردن؛ دربرداشتن            | بستن، پیوستن، بند، پرونده                                                       |
| پرچیدن                 | پَرزیدن                              | از پیشوند *پر و ستاک *چین/*زین ساخته شده‌است. | پرچین کردن، چیدن (پیرامونی از چیزی)          | پرچین، چیدن، گزیدن، برگزیدن                                                     |
| پرویختن                | ؟                                   | از پیشوند *پیرا و ستاک *ویز ساخته شده‌است. | الک کردن، بیختن.                             | بیختن، فروبیختن، ویختن، پرویزن، بیزن                                            |
| پژمردن                 | ؟                                   | از پیشوند *پیرا و ستاک *میر ساخته شده‌است. | به پیرامون مردن                              | مردن                                                                            |
| پژواکیدن               | ؟                                   | از پیشوند *پی/*پد/*پاد و ستاک *واز/*واژ/*واک ساخته شده‌است. | بارتابیدن (انعکاس) صدا                       | آوازیدن، نوازیدن، گواژیدن، پیواختن                                              |
| پسغدیدن/پسغدن          | پَساختن                              | از پیشوند *پی/*پد/*پاد و و ستاک *ساز/*ساج ساخته شده‌است. | مهیاکردن، تهیه کردن؛ آمادن                   | پسغده، بسغدیدن، آسَغدن، سزیدن، ساختن، بسیجیدن                                    |
| پِیموختن/پیموزیدن       | پَتمۉختن                             | از پیشوند *پی/*پد/*پاد و ستاک *موز ساخته شده‌است. | به تن کردن، پوشیدن                           | موزه                                                                            |
| پیوازیدن               | پَیواختن                             | از پیشوند *پی/*پد/*پاد و ستاک *واز/*واژ/*واک ساخته شده‌است. | پاسخ دادن، جواب دادن                         | آوازیدن، نوازیدن، گواژیدن، پژواک                                                |
| پیوستن                 | پَتوَستن                              | از پیشوند *پی/*پد/*پاد و و ستاک *بند ساخته شده‌است. | چسباندن؛ متصل کردن؛ ملحق شدن                 | بستن، پروستن                                                                    |
| پیوسیدن                | پَیوسیدن                             | از پیشوند *پی/*پد/*پاد و ستاک *اوس ساخته شده‌است. | چشم داشتن، امید داشتن                        | بیوسیدن                                                                         |
|                        |                                     | |                                              |                                                                                 |
| دروشیدن                | درُوشیدن                             | از ستاک *دروش ساخته شده است. | داغ زدن                                      | دروشیدار                                                                        |
| دواریدن/دواریستن       | دواریستن                            | از ریشه *دراو که بالانده ستاک *درَو است، ساخته شده است. | رانده شدن، دورشدن                            |                                                                                 |
|                        |                                     | |                                              |                                                                                 |
| رایاندن                | رایینیتن                            | از ستاک *راز/*رای ساخته شده‌است. | مدیریت کردن؛ هدایت کردن                      | آراستن، افراختن، پیراستن، مهراز (معمار)، ویراستن، راست                          |
| روژیدن/روزیدن          | روچیتن                              | ستاک *روچ/*روز/*روژ ساخته شده‌است. | روشنایی دادن                                 | افروختن، فروغ، فَروختن، روز، روشن                                                |
|                        |                                     | |                                              |                                                                                 |
| چندیدن                 |                                     | |                                              |                                                                                 |
|                        |                                     | |                                              |                                                                                 |
| خَستودن/خستاو           | آستوانیهیستن                        | از پیشوند *آ و ستاک *ستای ساخته شده‌است. | اقرار کردن                                   | ستودن، بَستودن، ویستودن                                                          |
|                        |                                     | |                                              |                                                                                 |
| سِپَریدن/سِپَردن           | سْپورینیدن                           | از پیشوند *از/*اس/*اش و ستاک *بار/*پار ساخته شده‌است. پیشوند *از/*اس/*اش به معنی از، بیرون، بیرون از بوده و هم‌ارز us* در زبان پارسی میانه می‌باشد. ستاک *بار/*پار از ریشه parH* به معنی پرکردن، پروار کردن گرفته شده‌است. | تمام کردن، تکمیل کردن؛ طی کردن               | انبار، سِپری، پُر، پاره، پیشپاره                                                  |
| ستمیدن                 | ستمبگ                               | از ستاک *ستمب ساخته شده‌است. | ستم ورزیدن                                   | ستهم، ستنبه                                                                     |
| ستودن/ستای             | ستوتن                               | از ستاک *ستای ساخته شده‌است. | ستایش کردن                                   | ویستودن                                                                         |
| ستوهیدن                | ستو وینیتن                          | دو نگره پیرامون این کارواژه هست: نگره اول: از ستاک staup* به معنی چیره شدن، شکست دادن ساخته شده‌است. نگره دوم: از پیشوند *از/*اس/*اش و ستاک *تاو ساخته شده‌است.                                                          | به تنگ آمدن                                  | نستوه                                                                           |
| سراویدن                |                                     | |                                              |                                                                                 |
| سگالیدن                | اوسکاردن                            | از پیشوند *از/*اس/*اش و ستاک *کار/*گار ساخته شده‌است. ستاک *کار/*گار بالانده ریشه kar* به معنی اندیشیدن است. | مشورت کردن، فکر کردن                         | نگاشتن، انگاشتن                                                                 |
|                        |                                     | |                                              |                                                                                 |
| کوستن                  |                                     | |                                              |                                                                                 |
|                        |                                     | |                                              |                                                                                 |
| گشُفتن/کشُفتن/کشوبیدن    | ویشوفتن                             | از پیشوند *وی/*گ و ستاک *شوب ساخته شده‌است. | پژمرده کردن؛ ویران کردن؛ پراکنده کردن؛ گشادن | آشفتن                                                                           |
| گرامیدن                | گرامینیدن                           | ستاک *گر/*غر ساخته شده‌است. | گرامی داشتن؛ اکرام کردن                      | آژیر، پیغاره، ژغار                                                              |
| گُزاییدن/گَزاییدن        | ویزاییدن                            | از پیشوند *وی/*گ و ستاک *زای ساخته شده‌است. در مجموع مفهوم وارونی از افزودن را می‌رساند؛ محروم کردن، آسیب رساندن. | آسیب رساندن، محروم کردن                      | افزودن                                                                          |
| گمانیدن                | گومانیتن                            | از پیشوند *وی/*گ و ستاک *من/*مان ساخته شده‌است. | اندیشیدن؛ پنداشتن؛ انگاشتن                   | دشمن، هومن، منش                                                                 |
| گمیختن                 |                                     | |                                              |                                                                                 |
| گُندادن                 | ویندادن                             | از ستاک *گُند ساخته شده‌است. | بدست آوردن، یافتن؛ اختیار کردن               |                                                                                 |
| گواژیدن                | ؟                                   | از پیشوند *وی/*گ و ستاک *واز/*واژ/*واک ساخته شده‌است. | به بدی پاسخ دادن؛ طعنه زدن                   | گواژه، نوازیدن، آوازیدن، پژواک                                                  |
| گوالیدن                | ویوالیدن                            | از پیشوند *وی/*گ و ستاک *وال ساخته شده‌است. | بزرگ شدن، رشد کردن                           | بالیدن                                                                          |
| گَوهَریدن/گهولیدن        | ویهیرتن/گوهْریتن                     | از پیشوند *وی/*گ و ستاک *هَر ساخته شده‌است. | تعویض کردن، مبادله کردن                      | کوهریدن                                                                         |
|                        |                                     | |                                              |                                                                                 |
| لنجیدن                 | ؟                                   | از ستاک *هنج/*هنگ ساخته شده‌است. | بیرون کشیدن؛ از ریشه درآوردن چیزی            | سنجیدن، آهیختن، فرهیختن                                                         |
|                        |                                     | |                                              |                                                                                 |
| نگاشتن                 | نیگاردن                             | از پیشوند *نی/*نِ و بالانده ستاک *کَر ساخته شده‌است. | تصویر کردن، رسم کردن                         | نگریستن                                                                         |
| نگریستن                | نیگیریدن                            | از پیشوند *نی/*نِ و ستاک *کَر ساخته شده‌است. | نگاه کردن؛ توجه کردن                         | نگاشتن                                                                          |
| نِگندن                  | نیکانیتن                            | از پیشوند *نی/*نِ و ستاک *کن ساخته شده‌است. | دفن کردن                                     | نِگنده، کندن، پراکندن، افگندن                                                    |
|                        |                                     | |                                              |                                                                                 |
| وَستامیدن (وستامیدن)    | اَبِستامیدن (ساسانی)، اَوِستام (اشکانی) | از پیشوند *با و ستاک *ایست ساخته شده‌است. | اعتماد کردن، وستام کردن                      | وستام، ایستادن                                                                  |
| وَغستن/وَغندیدن          | ؟                                   | از پیشوند *اف و ستاک *غند ساخته شده‌است. | آشکارکردن، کشف کردن                          | وغست                                                                            |
| ویسُتودن                | ؟                                   | از پیشوند *وی/*گ و ستاک *ستای ساخته شده‌است. | نفی کردن                                     | ستودن؛ ویستود                                                                   |
|                        |                                     | |                                              |                                                                                 |
| یوغیدن                 |                                     | |                                              |                                                                                 |

## جدول ستاک‌های فعلی
| کد ستاک                  | ایرانی باستان | هندوایرانی | معنی                                   |
| ------------------------ | ------------- | ---------- | -------------------------------------- |
| *اوس                     | uas*          |            | خواستن، آرزوکردن                       |
| *ایست                    | stā*          |            | ایستادن                                |
|                          |               |            |                                        |
| *بار/*پار (بالانده)      | par*          | pel*       | پرکردن، پروار کردن                     |
| *بند                     | band*         | band*      | بستن                                   |
| *بیشاز                   | bishaz*       |            | درمان کردن                             |
|                          |               |            |                                        |
| *پاد                     | pād*          |            | ایستادن                                |
| *پاه/*پاس                | paH*          |            | پاسبانی کردن، محافظت کردن              |
|                          |               |            |                                        |
| *تاب/*تاپ                | tap*          |            | پیچاندن، تاب دادن، تافتن               |
| *تاو                     | taw*          |            | توانستن                                |
|                          |               |            |                                        |
| *چین/*زین                | či/*čay*      | kuei*      | چیدن، گردآوری کردن                     |
|                          |               |            |                                        |
| *درَو                     | drau*         |            | حرکت کردن                              |
| *دروش                    | dwarš*        | drauhš*    | داغ زدن                                |
|                          |               |            |                                        |
| *راز/*رای                | raz/*rad*     | reĝ*       | راست داشتن، منظم کردن، to set          |
| *رام                     | ram*          |            | آسودن، آرامش یافتن                     |
| *روچ/*روز/*روژ           | rauč/*rauk*   | leuk*      | درخشیدن، بازتابیدن                     |
|                          |               |            |                                        |
| *زای (بالانده)           | gaw/*ĵaw*     | geu(ə)*    | فزونی یافتن، رشد دادن                  |
|                          |               |            |                                        |
| *ساز/*ساج                | sak*          | kak*       | سِزیدن، مناسب بودن، آماده کردن، توانستن |
| *ستای                    | staw*         |            | ستودن                                  |
| *ستمب                    | stamb(H)*     |            | درایستادن، سفت بودن، ایستادگی کردن     |
| *سرد                     | sar*          | k̂el*       | سرد شدن                                |
|                          |               |            |                                        |
| *شان                     | šan*          | ksen*      | تکان دادن                              |
| *شوب                     | xšaub*        | kseubh*    | در نوسان بودن، لرزیدن                  |
| *شنوش                    | xšnauš*       |            | عطسه کردن                              |
|                          |               |            |                                        |
| *غند                     | gaud*         |            | پوشش دادن (cover)                      |
|                          |               |            |                                        |
| *فشر                     | fšar*         |            | فشاردادن                               |
| *فنج                     | θua(n)ĵ*      |            | بدست آوردن                             |
|                          |               |            |                                        |
| *کار/*گار (بالانده)      | kar*          | kar*       | اندیشیدن، به یاد آوردن                 |
| *کارد/*کارت              | kart*         |            | بریدن                                  |
| *کَن/*گن                  | kan*          |            | انداحتن، نهادن؛ ویران کردن             |
|                          |               |            |                                        |
| *گر/*غر                  | garH*         |            | صدازدن، حالجویی کردن                   |
| *گُند                     | waid*         | u(e)di*    | یافتن، بدست آوردن                      |
|                          |               |            |                                        |
| *لوب                     |               | raub*      | شوریدن، آشفته شدن (از عشق)             |
|                          |               |            |                                        |
| *من/*مان                 | man*          | men*       | اندشیدن، درنظرگرفتن                    |
| *موز                     | mauk*         | meuk*      | رها کردن، باز کردن                     |
| *میر                     | mar*          | mer*       | مردن                                   |
|                          |               |            |                                        |
| *واز/*واژ/*واک (بالانده) | wak*          | ueku*      | گفتن، سخن گفتن                         |
| *وال                     | vard*         | huard*     | بالیدن، افزوده شدن                     |
| *وَز                      | waz*          |            | جنبیدن، وزیدن                          |
| *ویز                     | waik*         | ueik*      | برگزیدن، جداکردن، بیختن                |
|                          |               |            |                                        |
| *هَر                      | harH*         |            | دادوستد کردن، تعویض کردن، گوهریدن      |
| *هنج/*هنگ                | θanĵ*         |            | کشیدن، آهیختن                          |
|                          |               |            |                                        |

## جدول پیشوندهای فعلی
|              | پارسی میانه | ایرانی باستان | مفهوم                                             |
| ------------ | ----------- | ------------- | ------------------------------------------------- |
| *آ           | *آ          | ā*            |                                                   |
| *اَف          | *اَب/اَپ/اَف   | abiy/*aiwi*   | از بالا، بر، فرا                                  |
| *اَپ          |             | apa*          | از، دور از، به بیرون، به اطراف                    |
| *از/*اس/*اش  |             | us*           | از، بیرون، بیرون از                               |
|              |             |               |                                                   |
| *با          | *ابا        | upa*          | با، به همراه، با همراهی                           |
|              |             |               |                                                   |
| *پرا         |             | para*         | درامتداد، به بیرون، به جلو، دور از                |
| *پیرا/*پر    |             | pariy*        | پیرامون، دور، حدود                                |
| *پی/*پد/*پاد | *پد/*پاد    | pati*         | پی، درپی، برضد، درمقابل                           |
|              |             |               |                                                   |
| *نی/*نِ       |             | ni*           | زیر، از زیر                                       |
|              |             |               |                                                   |
| *وی/*گ       | *وی         | wi*           | جدا، جدا از و گاهی مفهوم عکس و نادرستی را می‌رساند |
|              |             |               |                                                   |
| *هم          | *هم         | Ham*          |                                                   |

1. ↑  بررسی ریشه‌شناختی فعل‌های زبان پهلوی از یدالله منصوری.
2. ↑  Etymological Dictionary of the Iranian Verb
3. 1 2 3 4  ترجمه قرآن قدس
4. ↑  «نسخه آرشیو شده». بایگانی‌شده از اصلی در ۹ آوریل ۲۰۲۳. دریافت‌شده در ۱۱ نوامبر ۲۰۲۲.